# اچ‌تی‌سی دیزایر ۶۱۶
ایران

## نقد
از این تلفن نقدهای متفاوتی شده‌است. الویاسیوس لو - Aloysius Low از سی‌نت این تلفن را به عنوان یک دستگاه خوب اما با سرعت پایین توصیف کرد. ارشاد کلب الله از ان‌دی تی‌وی NDTV اعلام داشت این دستگاه قابل مقایسه با تلفنهای در یک رده قیمتی خود مانند Xiaomi Mi 3 نیست.